# Jednorożec (gromada)
Jednorożec – dawna gromada, czyli najmniejsza jednostka podziału terytorialnego Polskiej Rzeczypospolitej Ludowej w latach 1954–1972.
Gromady, z gromadzkimi radami narodowymi (GRN) jako organami władzy najniższego stopnia na wsi, funkcjonowały od reformy reorganizującej administrację wiejską przeprowadzonej jesienią 1954 do momentu ich zniesienia z dniem 1 stycznia 1973, tym samym wypierając organizację gminną w latach 1954–1972.
Gromadę Jednorożec z siedzibą GRN w Jednorożcu utworzono – jako jedną z 8759 gromad na obszarze Polski – w powiecie przasnyskim w woj. warszawskim, na mocy uchwały nr VI/10/16/54 WRN w Warszawie z dnia 5 października 1954. W skład jednostki weszły obszary dotychczasowych gromad Budy Rządowe, Jednorożec, Stegna i Ulatowo-Pogorzel ze zniesionej gminy Jednorożec w tymże powiecie oraz obszar dotychczasowej gromady Drążdżewo Nowe ze zniesionej gminy Krasnosielc w powiecie makowskim (woj. warszawskie). Dla gromady ustalono 27 członków gromadzkiej rady narodowej.
31 grudnia 1959 do gromady Jednorożec przyłączono wsie Małowidz i Ulatowo Słabogóra ze znoszonej gromady Połoń oraz wsie Kobylaki Czarzaste, Kobylaki Korysze, Kobylaki Konopki i Kobylaki Wólka ze znoszonej gromady Ulatowo-Adamy w tymże powiecie.
Gromada przetrwała do końca 1972 roku, czyli do kolejnej reformy gminnej. 1 stycznia 1973 w powiecie przasnyskim reaktywowano gminę Jednorożec.